# Emilia Rydberg
Emilia Rydberg (Estocolmo, Suécia, 5 de janeiro de 1978) é uma cantora sueca de música pop. Ela é mas conhecida pelo seu hit "Big Big World" (1998).

## Discografia
- Big Big World (1998)  #14 (SUE), #14 (FIN)
- Emilia (2000)  #51 (SUE)
- Små ord av kärlek (2007) #22 (SUE)
- My World (2009) (SUE)
- I Belong to You (2012)

## Big Big World
- "Big Big World" tornou-se muito popular no Reino Unido e alcançou a posição # 5 no Parada de Singles do Reino Unido em dezembro de 1998.
- Uma cantora vietnamita-americana, Trish Thuy Trang, fez uma versão cover de "Big Big World" para seu álbum I'll Dream Of You.
- "Big Big World" foi trilha sonora numa série de TV de Hong Kong e no Brasil, na Rede Globo, na novela Suave Veneno (1999), sendo o tema de Marina (Deborah Secco).[2]
- A apresentadora/cantora Angélica gravou uma versão em português de "Big Big World" intitulada "Big Big Mundo".